# 中川かず子
中川 かず子（なかがわ かずこ、1951年10月 - ）は、日本語教育学者、北海学園大学名誉教授。北斗文化学園日本語教育研究所所長兼主任教授。
北海道札幌市生まれ。日本語教育学会代議員。北海道の大学で初の日本語教員養成課程を開設。

## 経歴

### 職歴
- 1979年12月 - 1982年12月 シンガポール高等技術専門学校専任日本語講師
- 1982年12月 - 1990年3月 東京国際綜合学園インターカルト日本語学校専任日本語講師（主任、教師養成）
- 1988年6月 - 1989年6月 ロンドン大学東洋アフリカ研究学院兼任日本語講師（学部生、外交官、社会人対象）、Ealing College of Higher Education商学部兼任日本語講師及びコーディネータ
- 1990年4月 - 1993年3月 北海道教育大学札幌校兼任日本語講師（日本語教育）
- 1991年4月 - 1992年3月 北海道大学留学生センター兼任日本語講師
- 1992年4月 - 1993年3月 北海学園大学教養部教授
- 1993年4月 - 2020年3月 北海学園大学人文学部教授（2011年4月- 北海学園大学文学研究科教授）
- 2020年4月 -　学校法人北斗文化学園 北斗文化学園日本語教育研究所所長兼主任教授

### 学歴
- 1975年 北海道教育大学札幌校教育学部教育学科卒
- 1988年9月 ロンドン大学大学院教育学研究科修士課程応用言語学専攻入学
- 1989年7月 ロンドン大学大学院教育学研究科修士課程応用言語学専攻修了

### 委員歴
- 2012年6月 - 公益社団法人日本語教育学会 代議員
- 2003年 - 2009年 社団法人日本語教育学会評議員
- 2006年 - 2008年 大学日本語教員養成研究協議会理事
- 2005年 - 2006年 大学日本語教員養成課程研究協議会 理事
- 2003年 - 2005年 日本語教育学会 評議委員
- 1997年 - 1998年 北海道国際化推進委員
- 1994年 - 1996年 , 2001年 - 2004年 , 2019年 - 2010年 北海道日本語教育ネットワーク代表

## 著書

### 単著
- 『『対象言語別日本語教授法―英語編―』 バベルプレス　1990
- 『Japanese for business communication』 英国ELM Publications 1991
- 『EBS日本語会話』（監修）韓国EBS放送協会　2001

### 共編著
- 『NHKスタンダード日本語講座I,II,III』（主著者） NHK放送協会　1991-1993
- 『NHKプラクティカル日本語講座I,II,III』（主著者） NHK出版協会 1992-1994
- 『広がる日本語教育ネットワーク』（共著）日本語教育学会編　凡人社 1995
- 『日本語教育、異文化間コミュニケーション』（共著） 凡人社 1995

## 論文
- Cinii